# Дал Лі і нахабний принц
Дал Лі і нахабний принц (кор. 달리와 감자탕) — південнокорейський романтично-комедійний телесеріал що транслювався щосереди та щочетверга з 22 вересня по 11 листопада 2021 року на телеканалі KBS2.

## Акторський склад

### Головні ролі
- Кім Мін Чже[en] — у ролі Чін Му Хака[2]. Один з синів власника великої харчової компанії. Му Хак не надто освічена людина, але він має вроджений талант до заробляння грошей тому не боїться ризикових інвестицій.
- Пак Гю Йонг — у ролі Кім Дал Лі. Єдина донька голови відомої в Кореї художньої галереї. Після розриву стосунків зі своїм першим коханням поїхала до Європи працювати в музеї. Після раптової смерті батька, змушена повернутись на батьківщину та взяти на себе всю відповідальність за долю галереї.
- Квон Юль[en] — у ролі Чхан Тхе Чжіна[3]. Власник великої корпорації. Декілька років тому був заручений з Дал Лі, але відмінив весілля мало не в останню мить. Після повернення її із закордону вирішив поновити стосунки.
- Хван Хий[en] — у ролі Чу Вон Така[4]. Поліцейський детектив. Сирота, якиму з дитинства домомагав батько Дал Лі.
- Йон У[en] — у ролі Ан Чхак Хї. Донька члена Національної ассамблеї.

### Другорядні ролі

#### Люди з художньої галереї
- Чан Кван[en] — у ролі Кім Нак Чхона. Батько Дал Лі. Власник художньої галереї Чонсон.
- У Хї Чжін[en] — у ролі Сон Са Бон. Кураторка художньої галереї.
- Ан Се Ха[en] — у ролі Хан Бьон Се.
- Юн Хьон Гван[ko] — у ролі Хван Гі Дона.
- Сон Чі Вон[ko] — у ролі На Кон Чжу.
- Лі Че У[ko] — у ролі Кім Сі Хьона. Непутящій племінник Нак Чхона.

#### Люди навколо Му Хака
- Ан Гіль Кан[en] — у ролі Чін Бек Вона. Батько Му Хака. Голова компанії Дондон
- Со Чон Йон[en] — у ролі Со Гим Чжі. Дружина Бек Вона.
- Лі Че Йон[es] — у ролі Чін Кі Чхоля. Другий син Бек Вона та зведений брат Му Хака.
- Хван Бо Ра[en] — у ролі Йо Мі Рі. Особиста секретарка Му Хака.

#### Інші
- Лі До Кьон[ko] — у ролі Кім Хин Чхона. Молодший брат Нак Чхона.
- Пак Сан Мьон[en] — у ролі Ан Сан Тхе. Корумпований член національної асамблеї. Батько Чхак Хї.

## Рейтинги
- Найнижчі рейтинги позначені синім кольором, а найвищі — червоним кольором.

| Серія            | Прем'єра          | Назва серії                                                                  | Рейтинг        | Рейтинг       | Рейтинг        |
| Серія            | Прем'єра          | Назва серії                                                                  | Nielsen Korea  | Nielsen Korea | TNmS           |
| Серія            | Прем'єра          | Назва серії                                                                  | по всій країні | Сеул          | по всій країні |
| ---------------- | ----------------- | ---------------------------------------------------------------------------- | -------------- | ------------- | -------------- |
| 1                | 22 вересня 2021   | Скільки мисок камчжатхана коштує картина Модільяні?                          | 4,4 %          | 4,9 %         |                |
| 2                | 23 вересня 2021   | Чи може брендовий годинник охопити вічність?                                 | 4,.3%          | 4,5%          |                |
| 3                | 29 вересня 2021   | Що значить без назви?                                                        | 5,1 %          | 4,8 %         |                |
| 4                | 30 вересня 2021   | Чи можна визначити що людина багата за тим як вона їсть йогурт?              | 5,3 %          | 5,4 %         |                |
| 5                | 6 жовтня 2021     | Чим відрізняється дощ в отелі від дощу в мотелі?                             | 5,1 %          | 5 %           | 4,2 %          |
| 6                | 7 жовтня 2021     | Чи може сміття бути мистецтвом?                                              | 5,4 %          | 5,5 %         | 4,6 %          |
| 7                | 13 жовтня 2021    | Чи може смерть бути кінцем?                                                  | 5,3 %          | 5,4 %         | 4,5 %          |
| 8                | 14 жовтня 2021    | Чи можна придбати почуття за гроші?                                          | 5,2 %          | 5,3 %         | 4,6 %          |
| 9                | 20 жовтня 2021    | Чи всі дорослішають?                                                         | 5,2 %          | 5,4 %         | 4,1 %          |
| 10               | 21 жовтня 2021    | Чи знаєте ви як у сутінках відрізнити собак від вовків?                      | 4,9 %          | 4,9 %         | 4,5 %          |
| 11               | 27 жовтня 2021    | Що густіше за кров?                                                          | 4,9 %          | 5,1 %         | 4,8 %          |
| 12               | 28 жовтня 2021    | Якого кольору кохання?                                                       | 5,4 %          | 5,6 %         | 4,6 %          |
| 13               | 3 листопада 2021  | Звідки береться тривога?                                                     | 5,1 %          | 4,8 %         | 4,8 %          |
| 14               | 4 листопада 2021  | Скільки люксів в світлі кохання?                                             | 5 %            | 5,1 %         | 4,3 %          |
| 15               | 10 листопада 2021 | Всі ми зірки?                                                                | 5,3 %          | 5,5 %         | 4,2 %          |
| 16               | 11 листопада 2021 | У нашому житті немає правильної відповіді. Але для мене відповідь тільки ти! | 5,7%           | 5,7%          | 4,1 %          |
| Середній рейтинг | Середній рейтинг  | Середній рейтинг                                                             | 5,1 %          | 5,2 %         | —              |

## Нагороди
| Рік  | Нагорода               | Категорія                                    | Отримувач                 | Результат | Прим. |
| ---- | ---------------------- | -------------------------------------------- | ------------------------- | --------- | ----- |
| 2021 | 35-та Премія KBS драма | Нагорода за майстерність (актор мінісеріалу) | Кім Мін Чже               | Перемога  | [ 7 ] |
| 2021 | 35-та Премія KBS драма | Краща нова акторка                           | Пак Гю Йон                | Перемога  | [ 7 ] |
| 2021 | 35-та Премія KBS драма | Краща пара                                   | Кім Мін Чже та Пак Гю Йон | Перемога  | [ 7 ] |